# Werner Schulze (Mediziner)
Werner Richard Ernst Erich Fritz Schulze (* 28. Juni 1903 in Mustin; † 19. Oktober oder 26. Juni 1978 in Freiburg im Breisgau) war ein deutscher Dermatologe. Er war Professor für Haut- und Geschlechtskrankheiten an der Universität Rostock und Direktor der Universitäts-Hautklinik.

## Leben
Werner Schulze, Sohn des 1918 als Gastwirt in Schwerin wirkenden Christian Schulz, nahm nach dem Abitur in Schwerin 1922 ein Studium der Chemie an der TH Hannover auf, das er 1930 mit einer Promotion (Über die Reaktionsgeschwindigkeit bei der Vereinigung von Cyan und Zink und über den Mechanismus dieser Reaktion) abschloss. Seit 1922 war er Mitglied der Hannoverschen Burschenschaft Arminia. Bis 1935 war er als wissenschaftlicher Mitarbeiter am Physiologisch-Chemischen Institut der Universität Leipzig beschäftigt. Anschließend studierte Schulze bis zum Staatsexamen 1939 in Leipzig Medizin. An der Universität Berlin wurde er 1940 promoviert (Untersuchungen über die Reizwirkung der Zimmerlindenblätter auf die Haut). In Berlin war er wiederum als wissenschaftlicher Mitarbeiter und mit der Habilitation 1943 (Untersuchungen über Alkaliempfindlichkeit, das Alkalineutralisationsvermögen und die Kohlensäureabgabe der Haut) als Dozent für Dermatologie tätig. In den Jahren 1944/1945 wurden – in der Literatur nicht näher spezifizierte – Forschungsarbeiten an der Heeres-Gebirgssanitätsschule in St. Johann in Tirol fortgesetzt. Nach Kriegsende war er vorübergehend in einem Tiroler Lazarett ärztlich tätig, bevor er noch 1945 an die Universität Freiburg wechselte, wo er 1946 Oberarzt und Dozent und 1951 außerplanmäßiger Professor wurde. 1952 nahm er als Nachfolger von Helmut Rosenkranz eine Professur für Haut- und Geschlechtskrankheiten an der Universität Rostock in der DDR an. Seine Ehefrau und die drei Töchter verblieben in der Bundesrepublik Deutschland. Später wurde der Familie ein dauerhafter Aufenthalt in Rostock unter Beibehaltung der westdeutschen Staatsangehörigkeit zugesichert. Unregelmäßigkeiten bei der Auszahlung eines Teils seines Gehaltes in Deutscher Mark, eine nicht gestattete Übersiedlung der Familie in die DDR und ein von staatlichen Stellen unterbundener Besuch bei der Familie in Westdeutschland führten dazu, dass Schulze 1958 die DDR und seine Stelle in Rostock verließ. Auch die Vorgänge um den Rostocker Psychiater Franz Günther von Stockert, der im März 1958 von der Staatssicherheit verhaftet worden war, werden als Beweggründe für den Weggang Schulzes angeführt. Schulze kehrte nach Freiburg im Breisgau zurück, wo er bis 1976 an der Universitätshautklinik wissenschaftlich tätig war. Sein Nachfolger an der Universität Rostock wurde Heinz Flegel.